# Пелоси, Нэнси
Нэ́нси Патри́сия Д’Алеса́ндро Пело́си (англ. Nancy Patricia D'Alesandro Pelosi, урожденная Д’Алесандро; род. 26 марта 1940[…], Балтимор, Мэриленд) — американский политический и государственный деятель, депутат Палаты представителей Конгресса США с 1987 года от Калифорнии, дважды спикер Палаты представителей (2007—2011; 2019—2023). Первая женщина-спикер в истории США, возглавляла демократов на протяжении двух десятилетий. 
4 января 2007 года Пелоси первый раз была избрана спикером нижней палаты Конгресса, став первой женщиной на этом посту в истории США.
Демократы тогда вновь восстановили большинство в нижней палате американского парламента после двенадцатилетнего пребывания в оппозиции. Заняв третью по значимости должность в структуре власти США после президента и вице-президента, Нэнси Пелоси была самой высокопоставленной женщиной в американской истории до 2021 года, когда вице-президентом США стала Камала Харрис.
На промежуточных выборах в Палату представителей в 2010 году большинство снова получили республиканцы, и c 2011 по 2019 год Пелоси была лидером демократического меньшинства нижней палаты Конгресса США. После победы демократов на промежуточных выборах в Конгресс в 2018 году она опять стала спикером. После поражения демократов на промежуточных выборах в 2022 году, ушла в отставку с поста лидера Демократической партии в Палате представителей и передала руководство Хакиму Джеффрису, первому чернокожему лидеру демократов.

## Юность, образование и начало карьеры
У Нэнси Пелоси итальянские корни. Она родилась в Балтиморе, Мэриленд, и была младшей из шестерых детей Аннунсиаты М. «Нэнси» Д’Алесандро (в девичестве Ломбарди) и Томаса Д’Алесандро-младшего, который являлся конгрессменом-демократом от Мэриленда и мэром Балтимора. Брат Пелоси, Томас Д’Алесандро-внук (1929—20 октября 2019), также демократ, был мэром Балтимора с 1967 по 1971 год, отказавшись затем идти на второй срок.
Пелоси увлекалась политикой с ранних лет. Так, по её словам, она присутствовала на инаугурационной речи Джона Кеннеди в 1961 году. Нэнси окончила институт Нотр-Дам (католическую школу для девочек) и Тринити-колледж (в настоящее время — Вашингтонский университет Тринити) в округе Колумбия в 1962 году, получив степень бакалавра политологии. Она стажировалась у сенатора Дэниэла Брюстера вместе с будущим лидером фракции большинства в Палате представителей Стени Хойером. Нэнси встретила своего будущего мужа, Пола Фрэнка Пелоси, в Тринити-колледже, и они поженились в Балтиморе 7 сентября 1963 года. Затем семья переехала в Нью-Йорк, а позже, в 1969 году, в Сан-Франциско. Здесь Пелоси продолжила свою политическую карьеру. Она подружилась с одним из лидеров калифорнийской Демократической партии конгрессменом Филиппом Бёртоном.
В 1976 году Пелоси была избрана членом Национального демократического комитета от Калифорнии, и сохраняла эту должность в течение 20 лет. В 1977 году она становится главой партии в Северной Калифорнии, а позднее — и калифорнийской Демократической партии.
Нэнси Пелоси работала в комитете демократической предвыборной кампании в Сенат в 1985—1986 годах, в это же время баллотировалась на выборах главы Национального демократического комитета, но ей не удалось победить.

## Работа в конгрессе США

### Выборы

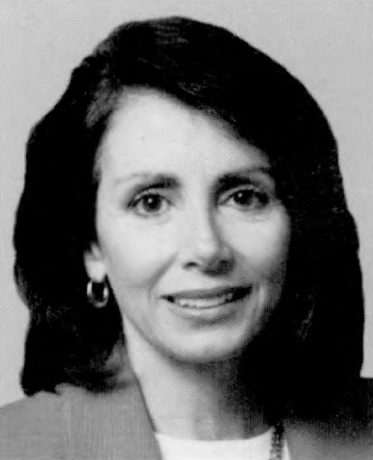
Нэнси Пелоси в 1993 году

Конгрессмен Филипп Бёртон скончался в 1983 году, и его место заняла его жена, Зала. Однако у неё обнаружился рак, и Зала решила не переизбираться в 1988 году. Она выбрала Пелоси в качестве своего преемника, гарантируя ей поддержку со стороны сторонников Бёртона. Зала умерла 1 февраля 1987 года, всего лишь месяц спустя после принесения присяги на второй срок.
Пелоси впервые была выбрана в 5-м избирательном округе, наиболее стабильном для демократов округе в стране, в котором они удерживали это место с 1949 года, едва обойдя соперника-демократа из Сан-Франциско Гарри Бритта и с большим отрывом — республиканца Гарриетта Росса. Она стала конгрессвумен в июне 1987 года.
Нэнси получила место конгрессмена и в 1988 году набрав 76,4 %, а впоследствии переизбиралась ещё 10 раз (в трёх, последовательно, округах: 5-м, 8-м и 12-м). В последнем округе — с большим перевесом, пять раз набирая около 80 % голосов. При этом она не участвовала в предвыборных дебатах с 1987 года, а меньше всего голосов набрала в 2008 году, когда активистка антивоенного движения Синди Шихан получила 16 % против 72 % Пелоси.
Наличие такой высокой поддержки позволяет Пелоси направлять собранные предвыборные пожертвования на избирательную кампанию других конгрессменов-демократов и проводить больше времени, агитируя за них.

### Назначения в комитетах
В Конгрессе Пелоси работала в комитете ассигнований и комитете разведки, причём в комитете разведки была заместителем председателя до избрания в качестве главы фракции меньшинства.

### Карьера до работы в качестве спикера
В 2001 году Пелоси была избрана парламентским организатором демократической фракции меньшинства в Палате представителей, став первой в истории женщиной, занявшей эту должность.
В 2002 году, после того, как глава фракции меньшинства Дик Гефардт ушёл в отставку ради выставления своей кандидатуры на президентских выборах, Пелоси заняла его место.

### Спикер Палаты представителей

#### Избрание
16 ноября 2006 года Нэнси Пелоси была единогласно избрана кандидатом в спикеры от демократов, фактически став избранным спикером. Хотя спикер избирается всеми членами палаты представителей, в современной практике это лишь формальность, поскольку он всегда представляет партию, составляющую большинство в конгрессе.
Пелоси поддержала кандидатуру своего давнего друга Джона Мёрта от Пенсильвании на пост главы фракции большинства, а его соперником был Стени Хойер от Мэриленда, второй в команде Пелоси с 2003 года. Охлаждение отношений между ними наступило ещё в 2001-м, когда они оба баллотировались на позицию парламентского организатора фракции меньшинства. Однако Хойер был всё же избран главой фракции большинства со счётом 149-86.
3 января 2007 года Пелоси одержала победу на выборах спикера Палаты представителей, получив 233 голоса членов конгресса против 202 голосов за республиканского кандидата Джона Бейнера. Она была приведена к присяге старейшим членом конгресса Джоном Дингеллом.

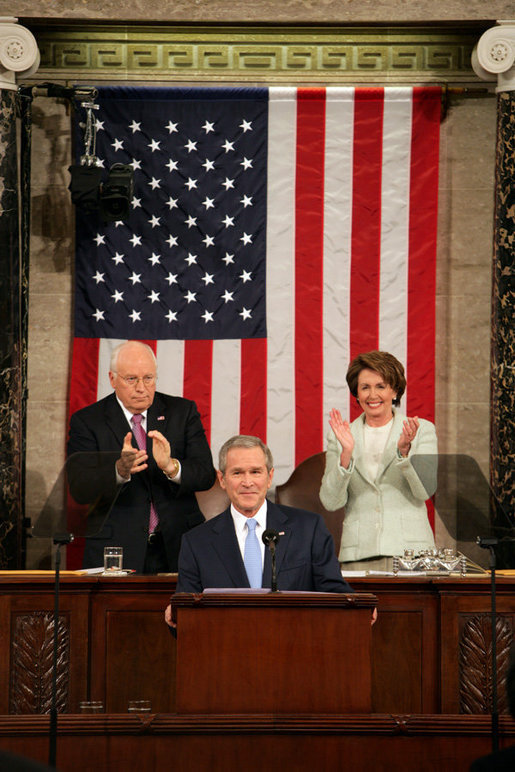
Нэнси Пелоси (справа) во время послания Джорджа Буша Конгрессу 2007 года, первая в истории женщина на этом месте. Президент Буш по этому поводу отметил: "Сегодня для меня великая честь быть первым президентом, начинающим обращение «О положении страны» словами «Мадам Спикер».

Таким образом, после избрания Нэнси Пелоси стала первой женщиной, первым представителем Калифорнии и первым итало-американцем на этом посту, а также вторым спикером из штата западнее Скалистых гор. Первым был Томас Фоли, предыдущий спикер-демократ.
В своей первой речи в качестве спикера Нэнси Пелоси подчеркнула историческую важность занятия женщиной этой должности:

«Это исторический момент — как для Конгресса, так и для женщин нашей страны. Этого момента мы ждали более двухсот лет. Никогда не теряя веры, мы прошли через многие годы борьбы ради достижения наших прав. Но женщины не просто ждали; они работали. Никогда не теряя веры, мы работали над исполнением американского обещания, что все мужчины и женщины созданы равными. Для наших дочерей и внучек сегодня мы пробили стеклянный потолок. Для наших дочерей и внучек предел теперь — лишь небеса, и для них всё возможно».
Оригинальный текст (англ.)"This is a historic moment – for the Congress, and for the women of this country. It is a moment for which we have waited more than 200 years. Never losing faith, we waited through the many years of struggle to achieve our rights. But women weren't just waiting; women were working. Never losing faith, we worked to redeem the promise of America, that all men and women are created equal. For our daughters and granddaughters, today, we have broken the marble ceiling. For our daughters and our granddaughters, the sky is the limit, anything is possible for them".

Она также говорила об Иракской войне как об основной проблеме, стоящей перед 110-м конгрессом:

«Выборы 2006 года были призывом к переменам — не только к смене контроля над Конгрессом, но и к новому направлению для нашей страны. И нигде американцам не была столь очевидна необходимость нового направления, как в Ираке. Американский народ отверг неограниченную обязанность воевать без конца».
Оригинальный текст (англ.)"The election of 2006 was a call to change – not merely to change the control of Congress, but for a new direction for our country. Nowhere were the American people more clear about the need for a new direction than in Iraq. The American people rejected an open-ended obligation to a war without end".

#### Пребывание в должности

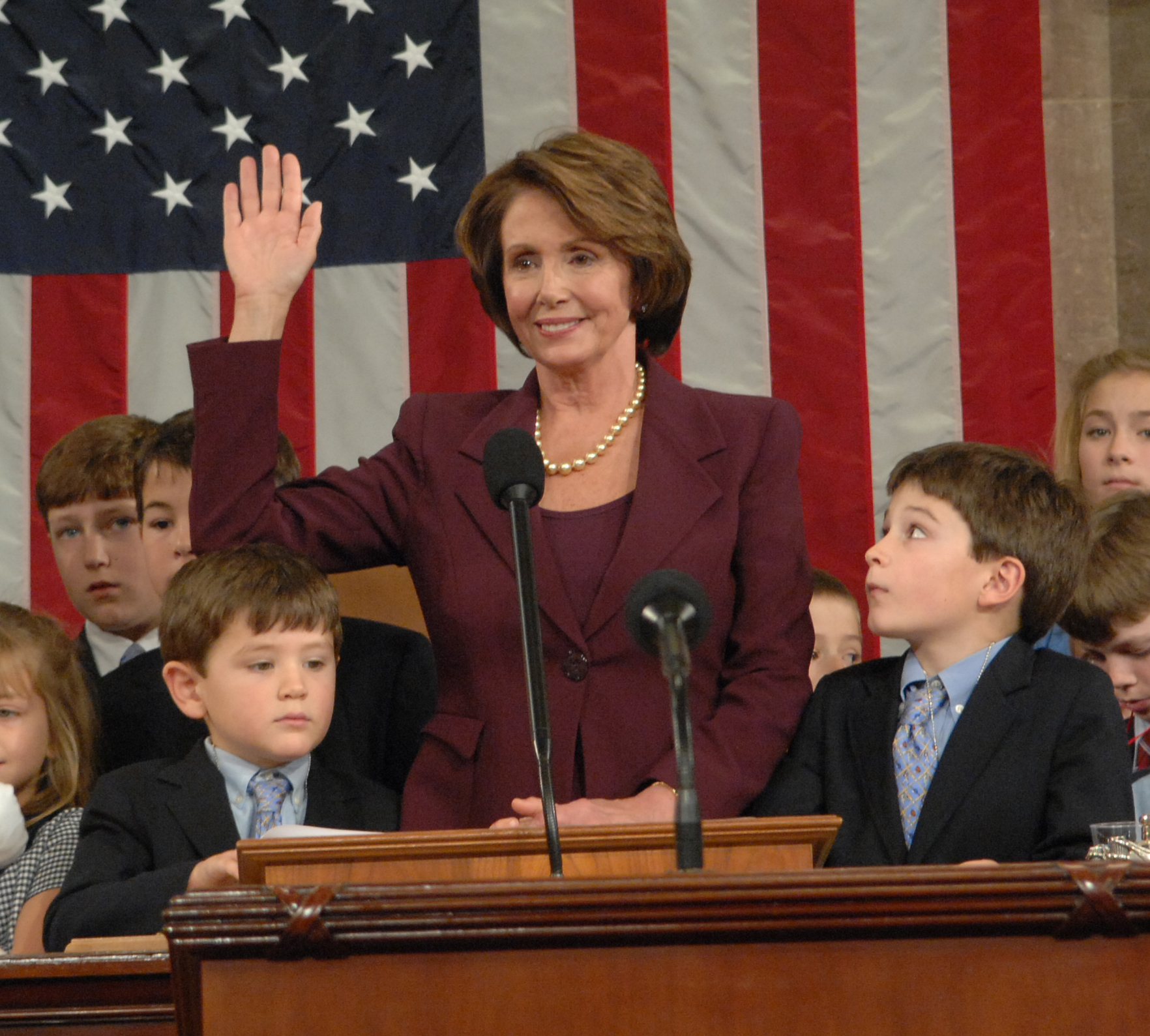
Нэнси Пелоси приносит присягу перед вступлением в должность спикера Палаты представителей Конгресса США

Будучи спикером, Пелоси была и главой демократов в Палате представителей. Однако по традиции она не принимала участия в дебатах (хотя имела на это право) и почти никогда — в пленарных голосованиях. Также она не принимала участия в каких-либо комитетах Палаты представителей. Нэнси Пелоси была переизбрана на пост спикера в 2009-м.
Согласно опросу общественного мнения, проведённому CBS News в марте 2010 года, 37 % зарегистрированных избирателей отрицательно относились к спикеру, 11 % — положительно.
По данным опроса Rasmussen в это же время, 57 % избирателей не поддерживали Пелоси, тогда как 35 % имели благоприятное мнение о ней.

##### Законопроект о социальном обеспечении
Сразу после переизбрания президент Джордж Буш предложил реформировать систему социального обеспечения, позволив работникам инвестировать часть страховых средств в акции и облигации.
Пелоси решительно воспротивилась этому плану, говоря, что в системе социального обеспечения нет никакого кризиса, и, как лидер фракции меньшинства, добилась почти единогласной поддержки своей позиции конгрессменами-демократами, что впоследствии привело к отказу от плана.

##### Блокирование импичмента президента Буша
После переизбрания Джорджа Буша в 2004 году некоторые ведущие конгрессмены-демократы считали, что необходимо объявить президенту импичмент. Они утверждали, что Буш ввёл Конгресс в заблуждение, говоря о наличии оружия массового поражения в Ираке, и нарушил гражданские свободы американцев, разрешив прослушивание телефонов без ордера.
Однако в мае 2006 года Пелоси заявила коллегам, что, хотя демократы будут проводить энергичный надзор за политикой Буша, вопрос о его импичменте рассматриваться не будет (неделей ранее в интервью The Washington Post она упомянула, что, хотя демократы не будут инициировать импичмент, никогда не знаешь, куда приведут расследования).
Став спикером, Нэнси Пелоси продолжала придерживаться этой позиции, несмотря на сильную поддержку импичмента в округе, который она представляла. На выборах 2008 года ей противостояла активистка антивоенного движения Синди Шихан, баллотировавшаяся как независимый кандидат в первую очередь из-за отказа Пелоси добиваться импичмента.

##### План «100 часов»

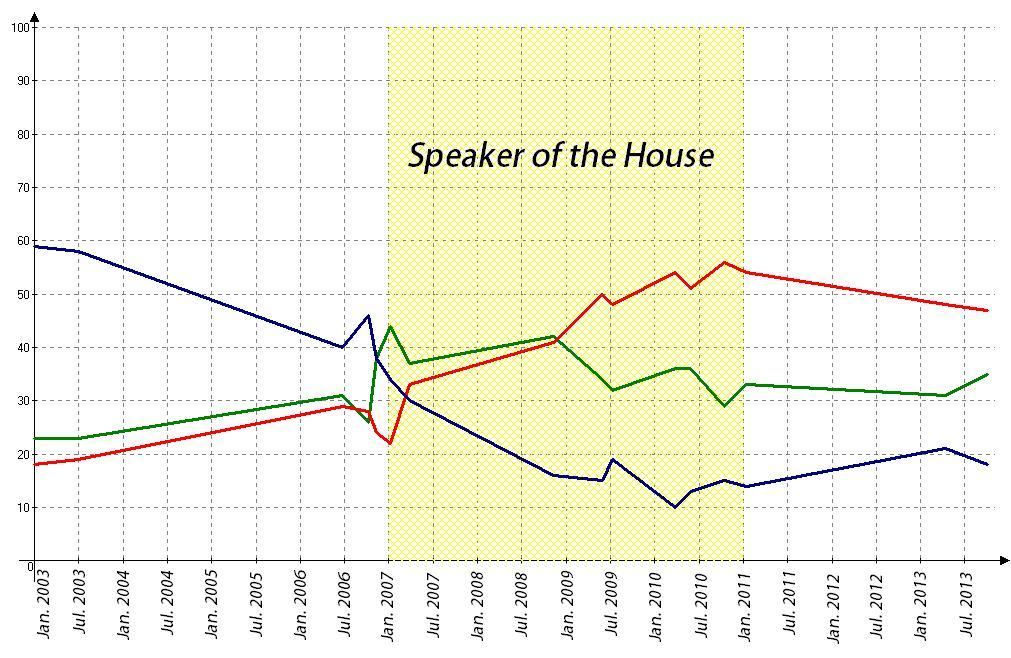
Рейтинг Нэнси Пелоси:
поддерживают
не поддерживают
не уверены/не слышали о ней

Перед промежуточными выборами 2006 года Пелоси объявила о плане, согласно которому в случае победы демократов они осуществят бо́льшую часть своей программы в течение первых 100 часов работы 110-го Конгресса.
Название «первые 100 часов» происходит от обещания президента Франклина Рузвельта быстрых действий по борьбе с Великой депрессией, получившего название «первые 100 дней». Бывший спикер Ньют Гингрич также имел подобную программу, обещая за 100 дней выполнить свой «Договор с Америкой».
План включал в себя следующие пункты:
- ограничение влияния лоббистов на законодательную власть;
- установление политики финансирования расходов за счёт имеющихся средств («pay-as-you-go») для снижения дефицита бюджета;
- принятие всех рекомендаций комиссии по расследованию терактов 11 сентября[англ.];
- увеличение минимальной заработной платы до 7,25 долларов в час;
- утверждение финансирования широкого круга исследований стволовых клеток;
- разрешение правительству вести прямые переговоры с фармацевтическими компаниями с целью обеспечения низких цен на лекарства для пациентов «Medicare»;
- урезание процентных ставок по кредитам на образование[англ.] в 2 раза;
- отмена налоговых субсидий для крупных нефтяных компаний и способствование укреплению энергетической независимости.

План вызвал как одобрение, так и критику. Например, один из самых убеждённых его противников, предыдущий спикер Деннис Хастерт, утверждал: «Отменив налоговые льготы президента Буша, она (Пелоси) разрушит экономическое процветание американцев и обременит налогоплательщиков на всех уровнях».
План также критиковался как нереалистичный, поскольку в Сенате правила дают партии меньшинства больше влияния для торможения принятия закона, чем в Палате представителей, и до окончательного решения может пройти несколько недель или месяцев.
В итоге, к 18 января 2007 года, спустя 87 рабочих часов после присяги нового Конгресса все предложения были приняты в Палате представителей (за исключением одной из рекомендаций комиссии 9/11), но затем не все из них прошли в Сенате.

##### Противодействие отправке дополнительных войск в Ирак
5 января 2007 года, реагируя на предложение президента Буша увеличить контингент американских войск в Ираке, Пелоси вместе с лидером демократов в Сенате Гарри Ридом осудили план. Они направили Бушу письмо со словами: «У иракской проблемы нет военного решения, существует только политическое. Увеличение числа боевых частей только поставит под угрозу больше американцев и растянет наши вооружённые силы до предела безо всякой стратегической выгоды… Вместо того, чтобы разворачивать дополнительные силы в Ираке, было бы разумно начать поэтапную передислокацию наших войск в последующие 4-6 месяцев, при этом основной их миссией вместо ведения боевых действий должно стать обучение, логистика, защита и противодействие террору».

##### Реформа здравоохранения

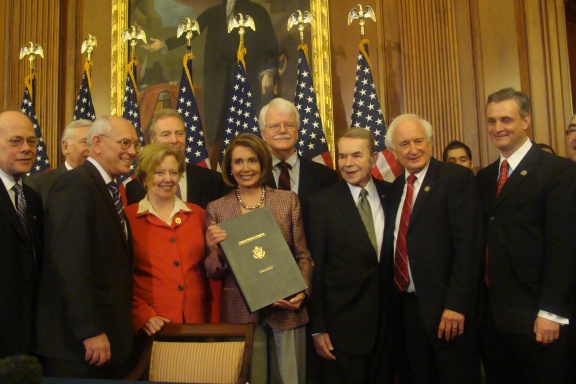
Спикер Нэнси Пелоси в окружении конгрессменов держит в руках принятый законопроект о реформе здравоохранения, 2010 год

Пелоси возглавила борьбу за осуществление реформы здравоохранения Барака Обамы в тот момент, когда, казалось, она может провалиться. Когда после выборов 2010 года республиканец Скотт Браун сменил демократа Теда Кеннеди в Сенате, в результате чего демократы потеряли абсолютное большинство, Обама задумывался о том, что ему стоит вносить небольшие инициативы, которые пройдут легко. Пелоси, однако, не разделяла страх президента, называя этот демарш «детским здравоохранением» («kiddie care»). Убедив президента, что это их единственный шанс, поскольку сейчас их партия имеет большинство, она сплотила конгрессменов-демократов и начала «невероятный марафон», выработав законопроект о реформе за 2 месяца, который успешно был принят в Палате представителей. В своём выступлении перед подписанием закона Барак Обама назвал Пелоси «одним из лучших спикеров Палаты представителей за всю её историю».

### Карьера после работы в качестве спикера
Хотя Пелоси была переизбрана в Палату представителей на промежуточных выборах в 2010 году, демократы потеряли 63 места, и контроль перешёл к республиканцам. Несмотря на неудачу партии на выборах, Нэнси Пелоси осталась лидером демократов на посту главы фракции меньшинства, который она уже занимала до того, как стала спикером. После того, как в 2012 году внутрипартийной оппозиции не удалось принять резолюцию, откладывающую выборы главы фракции, Пелоси была переизбрана на этот пост и в 112-м Конгрессе.
В середине ноября 2022 года Пелоси заявила, что покинет пост лидера демократов в новом составе Палаты представителей, но останется в Конгрессе в качестве рядового члена.

### Обвинения в инсайдерской торговле
В ноябре 2011 года в программе «60 минут» Пелоси и нескольких других конгрессменов обвинили в использовании информации из закрытых источников для торговли на фондовом рынке. Приводились покупки Пелоси акций Visa, в то время как в Палате представителей находился на рассмотрении законопроект об ограничении комиссий при платежах по кредитным картам. Пелоси не согласилась с обвинениями, назвав их «клеветой с правого фланга». Когда в следующем году принимался акт STOCK, запрещающий использование непубличной информации для личного обогащения членами Конгресса и другими госслужащими, Пелоси голосовала за и приветствовала его прохождение. По её словам, авторы законопроекта «пролили свет на зияющую дыру в наших законах этики и помогли закрыть её раз и навсегда».

### Использование правительственной авиации
В марте 2009 года газета New York Post опубликовала сведения, что в распоряжении правозащитной организации «Судебный надзор» оказались электронные письма сотрудников Пелоси, в которых от военно-воздушных сил США требовалось предоставить самолёт Боинг-757 для поездок Пелоси за счёт налогоплательщиков. Пелоси ответила, что такая мера была инициирована Джорджем Бушем из-за опасений после терактов 11 сентября 2001 года (Пелоси была третьей в очереди на президентство, в случае, если президент и вице-президент погибнут), и была введена ещё для предыдущего спикера, Дениса Хастерта. Парламентский пристав запросил большой самолёт в целях безопасности, для того чтобы он мог совершать беспосадочные перелёты. По словам Пентагона, не было принято решения о том, что использование Пелоси самолёта является чрезмерным.
8 февраля 2018 года Ненси Пелоси установила рекорд Нижней палаты Конгресса США по продолжительности беспрерывного выступления. Отстаивая права нелегальных иммигрантов, Пелоси выступала непрерывно в течение 8 часов.

## Политические взгляды
Пелоси была одним из основателей Прогрессивистского кокуса в Конгрессе, но вышла из него в 2003 году после избрания лидером фракции меньшинства.
В Сан-Франциско у Пелоси были конфликты с антивоенными активистами. Тем не менее, она никогда не встречала серьёзного соперника на праймериз Демократической партии или от партии Зелёных, которая показывает хорошие результаты на местных выборах.
2 сентября 2008 года Нэнси Пелоси посетила Хиросиму в рамках саммита Большой восьмерки и возложила цветы жертвам атомной бомбардировки в Мемориальном парке мира. Многие мировые лидеры посещали Хиросиму, но Пелоси была самым высокопоставленным представителем США, отдавшим дань уважения.

### Китай

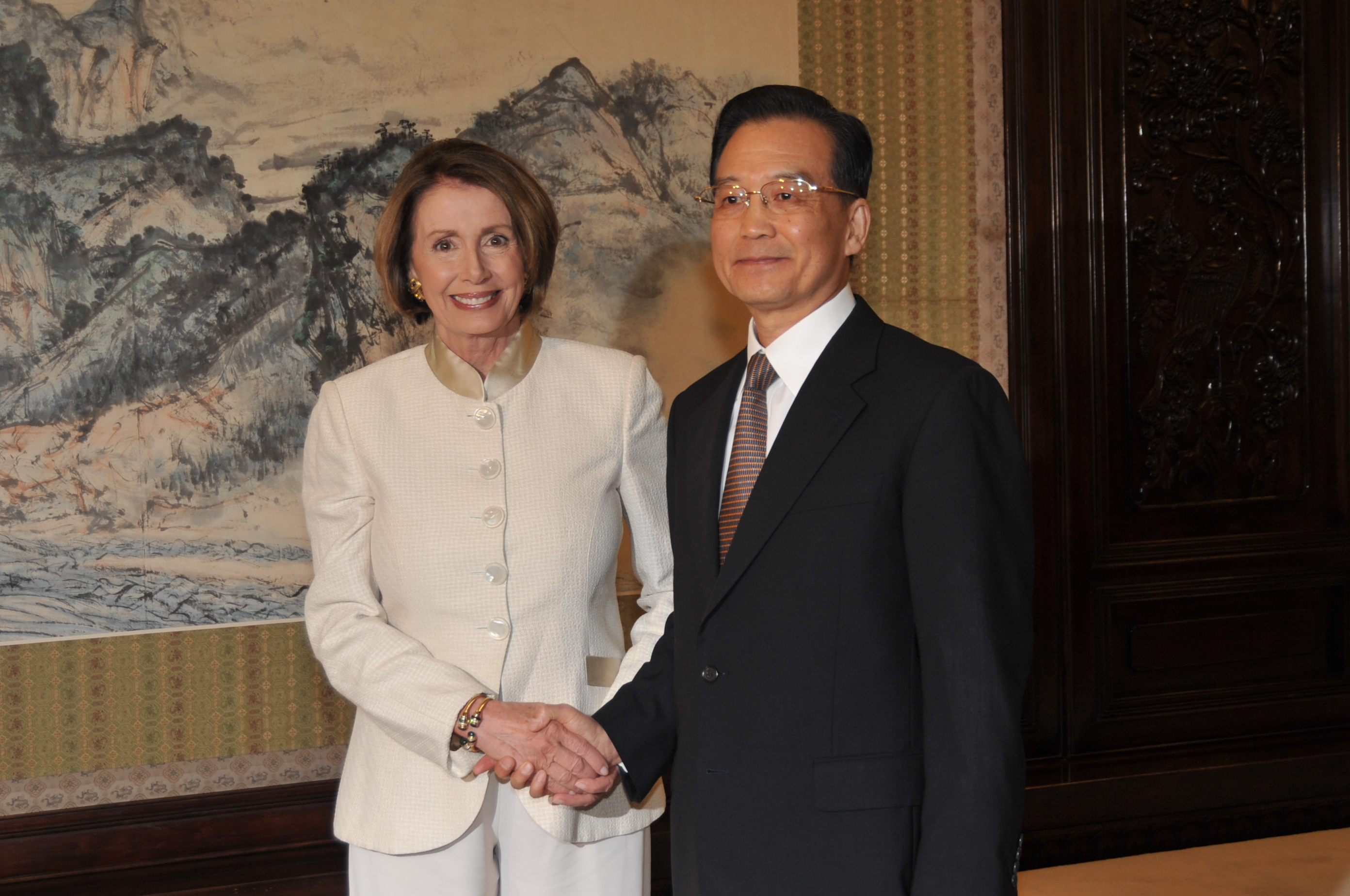
Пелоси с премьер-министром Китая Вэнь Цзябао во время визита в Китай в 2009 году

21 марта 2008 года Пелоси раскритиковала КНР за подавление беспорядков в Тибете и призвала всех «свободолюбивых людей мира» осудить Китай. Выступая перед тысячами тибетцев в Индии, она назвала ситуацию в Тибете «вызовом совести мира». Она, однако, не призвала к бойкоту Олимпийских игр 2008 года, проходивших в Пекине.
В октябре того же года Пелоси поддержала Европарламент за его решение присудить премию Сахарова за свободу мысли китайскому диссиденту и правозащитнику Ху Цзя. В своём заявлении она призвала «немедленно и безо всяких условий освободить Ху Цзя из тюрьмы и уважать фундаментальные свободы всех людей в Китае».
После её скандального визита на Тайвань в августе 2022 года, экс-президент США Трамп назвал её «Сумасшедшей Нэнси» (англ. Crazy Nancy).

### Колумбия
Пелоси публично осудила колумбийского президента Альваро Урибе во время его визита в США в мае 2007 года. После встречи с Урибе Пелоси обнародовала заявление, в котором говорилось, что она и другие члены Конгресса выразили растущую обеспокоенность по поводу серьёзных обвинений в связях колумбийских чиновников с военизированными формированиями. Пелоси также выступила против колумбийского соглашения о свободной торговле.

### Куба
В 2001 году Пелоси проголосовала за сохранение ограничений на поездки американских граждан на Кубу до тех пор, пока президент не подтвердит, что Куба освободила всех политических заключенных и экстрадировала лиц, обвиняемых в США в воздушном пиратстве, незаконном обороте наркотиков и убийствах.

### Иран
В интервью 15 февраля 2007 года Пелоси отметила, что Буш постоянно говорит о поддержке дипломатического решения разногласий с Ираном и согласилась с ним, сказав, что ловит на слове. Вместе с тем она также заявила, что Конгресс должен отстоять свои права и: «…чётко дать понять, что ни у этого президента, ни у какого другого президента нет полномочий нападать на Иран без санкции Конгресса».
Пелоси выступила также против принятой сенатом США резолюции об объявлении террористической организацией Корпуса стражей исламской революции в Иране. «Никогда ещё в истории нашей страны такого не было, чтобы сенат своими действиями объявил часть вооружённых сил другой страны террористической организацией», — подчеркнула Пелоси.

### Турция
В октябре 2007 года, после того, как комитет по иностранным делам Палаты представителей выпустил резолюцию, призывающую признать геноцид армян в Османской империи 1915 года, Пелоси обязалась поставить её на голосование. Проект резолюции вызвал предупреждение от президента Буша и ожесточённую критику со стороны Турции. Премьер-министр Турции заявил, что принятие этой резолюции поставит под угрозу американо-турецкие отношения. Затем поддержка этого шага в Палате представителей снизилась, и в конце октября Пелоси согласилась отложить этот вопрос.
Позднее, в марте 2010 года, была разработана новая резолюция, но и она не была вынесена Пелоси на голосование.

### Россия
В интервью газете «Известия» в марте 2007 года Пелоси высказалась о необходимости совместной работы США и России для достижения общих целей, при этом их отношения должны основываться на доверии.
В 2013 году, комментируя статью Владимира Путина в The New York Times, Пелоси отметила: «Самым интересным для меня была финальная часть его статьи. Он говорил, что когда мы молимся Господу, он судит всех нас, … что все мы — дети Божьи. По-моему, это здорово. К российским геям и лесбиянкам это тоже относится?». Таким образом, Пелоси выразила негативное отношение к дискриминации ЛГБТ-сообщества в России.

### Ирак
В 2002 году Пелоси голосовала против резолюции, разрешающей Джорджу Бушу применить силу против Ирака, утверждая тем не менее, что у Ирака есть оружие массового поражения. Свою позицию она обосновывала тем, что, по словам директора ЦРУ Джорджа Тенета, вероятность нападения Ирака на США с использованием оружия массового поражения была низкой. Но, несмотря на оппозицию Пелоси, резолюция была всё же принята Конгрессом.
Ранее, она также не поддерживала вступление в Войну в Персидском заливе в 1991 году.

### Израиль
Пелоси подтверждает, что США и Израиль «имеют неразрывную связь, на войне и в мире, в горе и в радости». Пелоси подчёркивает, что тесные отношения между этими странами уже давно поддерживаются как демократами, так и республиканцами, и приверженность Америки поддержанию безопасности и защиты государства Израиль непоколебима. Однако война в Ираке сделала и Америку, и Израиль менее безопасными. Результаты её голосований в Палате представителей говорят о последовательной поддержке Израиля. Перед выборами в Палестинской автономии 2006 года она голосовала за резолюцию, осуждающую участие в выборах ХАМАС и других организаций, определённых законодательством как террористические. Пелоси согласна с нынешней позицией США по поддержке стратегии «земли в обмен на мир». Она аплодировала «обнадёживающим признакам» со стороны Израиля, критикуя палестинцев, которые не демонстрируют мирных шагов. По её словам, «если палестинцы согласны координировать действия по эвакуации с Израилем, установить верховенство закона, продемонстрировать способность к управлению, мир может быть уверен, что Палестина, наконец, стала реальным партнёром по мирному урегулированию».
Во время Ливанской войны 2006 года Пелоси проголосовала за резолюцию 921, согласившись, что захват израильских солдат террористами Хезболлы был ничем не спровоцированным нападением, и Израиль имел право, да и обязанность, ответить. Она утверждает, что такие организации, как ХАМАС и Хезболла, больше заинтересованы в поддержании враждебности с Израилем, чем в улучшении жизни людей, которых они, по их словам, представляют. При этом население по обеим сторонам границы было поставлено под угрозу в результате использования ими мирных граждан в качестве щитов — размещения оружия в жилых кварталах.
В сентябре 2008 года Пелоси вела приём со спикером израильского Кнессета Далией Ицик. Во время церемонии Пелоси подняла копии жетонов трёх израильских солдат, захваченных боевиками в 2006 году, и заявила, что держит их как символ слишком больших жертв, понесённых народом государства Израиль.

### Аборты
Пелоси голосовала против принятия закона о запрете прерывания беременности на поздних сроках в 2003 году, а также против предыдущих попыток подобных запретов. Она также не поддержала признание преступлением некоторых ситуаций, когда несовершеннолетняя перевозится в другой штат для аборта.
Пелоси поддержала законопроекты о снятии запрета на финансирование из частных источников абортов на военных базах за рубежом, на аборты женщин-военнослужащих в зарубежных госпиталях, а также на финансирование организаций, работающих за рубежом, которые обеспечивают услуги по прерыванию беременности или адвокатской деятельности, связанной с этим. Однако все они были отклонены. Также она голосовала в пользу поправки 1998 года, позволяющей использовать региональные средства для содействия деятельности, связанной с абортами, но запрещающей использование федеральных ресурсов.
В феврале 2009 года Пелоси встретилась с архиепископом Сан-Франциско и папой римским Бенедиктом XVI для обсуждения вопроса об абортах. Это стало результатом её заявления, что в католической церкви существуют неясности по поводу момента начала жизни и допустимости абортов.
По словам Пелоси, семейное планирование, в том числе контрацепция, снижает расходы правительства, тем самым способствуя лучшему образованию и здравоохранению для детей.

### Контроль за оборотом оружия
Пелоси выступает за более тщательную проверку информации о прошлом людей, желающих приобрести оружие, а также за спорный запрет штурмового оружия. В феврале 2013 года она призвала к «наиболее смелому из возможных шагов» к контролю за оружием, выразив согласие с позицией бывшего конгрессмена, жертвы покушения Габриэль Гиффордс. В 2012 году среди членов Национальной стрелковой ассоциации и Общества владельцев оружия Америки её рейтинг был равен 0 %.
В феврале 2013 года в интервью Fox News Пелоси подтвердила, что само право американцев владеть оружием закреплено поправкой к конституции, оговорившись, что право обеспечивает первая поправка. На самом деле первая поправка защищает свободу слова и прессы, и только вторая — право на хранение и ношение оружия.

### Финансовая политика
Пелоси голосовала против поправки к Конституции США о сбалансированном бюджете 1995 года, запрещающей Конгрессу принимать дефицитный бюджет. Поправка была принята в Конгрессе, но для утверждения её в Сенате не хватило двух голосов.
Как спикер, она была инициатором принятия закона о повышении минимальной заработной платы в 2007 году в рамках плана «100 часов».
Пелоси выступала против реформы системы социального обеспечения, предложенной Джорджем Бушем, а также аналогичной реформы, принятой при Билле Клинтоне.

### Гражданские свободы
Американский союз защиты гражданских свобод присвоил Нэнси Пелоси рейтинг 92 % по результатам её голосований за законопроекты, имеющие отношение к гражданским свободам. Так, она голосовала за Патриотический акт 2001 года, однако против некоторых его положений в 2005-м. Также она не поддержала поправку, запрещающую сжигать флаг США, и резолюцию Конгресса, предписывающую демонстрировать 10 заповедей в залах судебных заседаний.

### Права ЛГБТ
Пелоси получила рейтинг 100 % от ЛГБТ-организации «Кампания за права человека», поскольку по всем законодательным инициативам, включённым в список этой организации, она голосовала в защиту прав гомосексуалов. Так, в 1996 году Пелоси проголосовала против Закона о защите брака, а в 2004 и 2006 году — против поправки к конституции, которая бы на федеральном уровне закрепила брак как союз между мужчиной и женщиной, тем самым запрещая отдельным штатам легализовывать однополые браки. Когда Верховный суд Калифорнии отменил запрет государства на однополые браки, Пелоси в своём заявлении приветствовала это «историческое решение». По мнению Пелоси, за её позицией касательно прав ЛГБТ стоит католическая вера: «Моя религия заставляет меня — и я люблю её за это — быть против любых форм дискриминации в нашей стране, а я считаю (запрет на однополые браки) одной из форм дискриминации. Я думаю, что это к тому же неконституционно».

### Армяно-Азербайджанский конфликт
17 сентября 2022 года после обострения Армяно-Азербайджанского конфликта в Нагорном Карабахе Пелоси возглавила делегацию Конгресса США, с которым направилась в Армению, чтобы встретиться с премьер-министром Армении Николом Пашиняном, спикером нацсобрания Аленом Симоняном и другими высокопоставленными чиновниками.

### Прочие вопросы

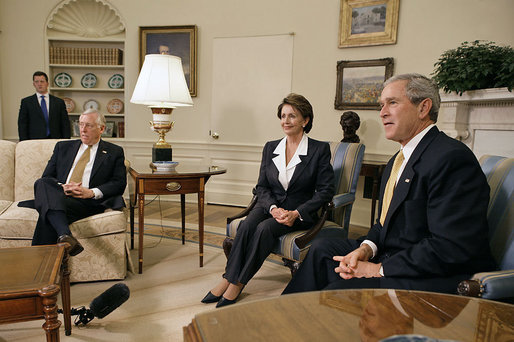
Избранный спикер Нэнси Пелоси и парламентский организатор фракции меньшинства Стени Хойер на встрече с президентом Джорджем Бушем 9 ноября 2006 года

Нэнси Пелоси была одним из самых жёстких критиков администрации Джорджа Буша-младшего. Так, в 2008 году Джордж Буш заявил, что Конгресс был неэффективен: «Это не то, чем можно гордиться, и я думаю, что американский народ заслуживает лучшего». В ответ Пелоси назвала президента «полным провалом, потерявшим доверие американского народа в плане войны, экономики, энергетики, чего угодно», и Конгрессу приходится «исправлять беспорядок после него снова и снова».
Впоследствии политик-демократ критиковала также губернатора штата Калифорния Арнольда Шварценеггера.
Пелоси проголосовала за акт «Ни одного отстающего ребёнка», вводящий тестирование для отслеживания прогресса учеников и санкционирующий увеличение общих расходов на образование.
Пелоси поддерживает развитие новых технологий для уменьшения зависимости США от иностранной нефти и устранения негативных последствий от сгорания ископаемого топлива. Она широко поддерживает выделение средств на программы регулирования добычи и исследования в области энергетики. Также она выступает против поправки, позволяющей вести разведку месторождений нефти и газа в Национальном Арктическом заповеднике. Пелоси заблокировала усилия, направленные на возобновление добычи нефти в прибрежных охраняемых территориях, рассуждая, что это увеличит зависимость от ископаемого топлива.
Пелоси голосовала против Акта о защитном заграждении 2006 года, предусматривающего строительство барьера длиной 1100 км на границе с Мексикой.
Пелоси выступает за легализацию марихуаны и использование марихуаны в медицинских целях.
На предложение конгрессмена Чарльза Рейнджела принять закон, возвращающий призыв в армию, Пелоси ответила, что она бы не поддержала эту инициативу.
Пелоси выступает в поддержку государственной программы разведки «PRISM». На конвенции прогрессивных политических активистов Netroots Nation она была освистана за то, что назвала Эдварда Сноудена преступником.

## Личная жизнь

### Семья

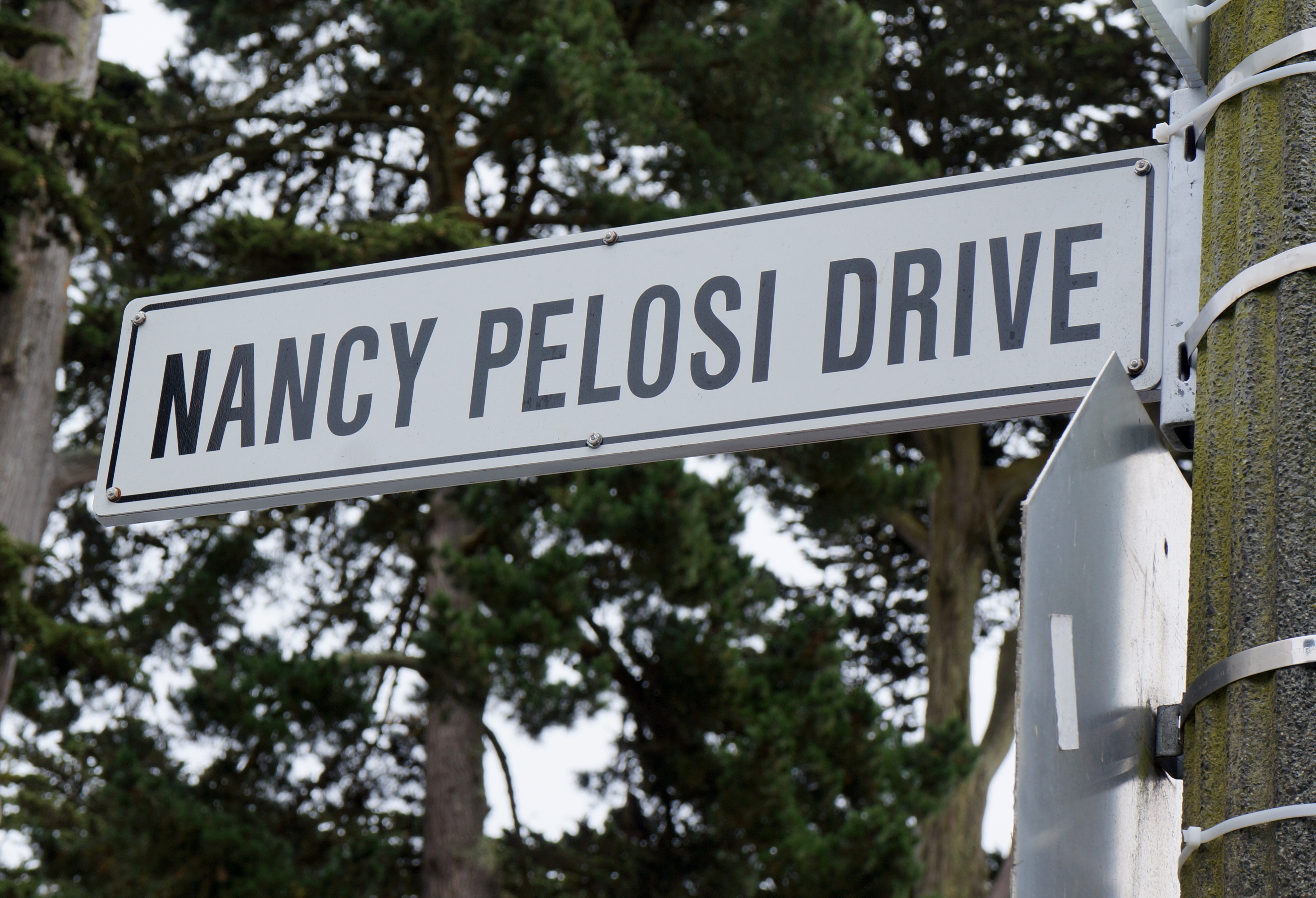
Улица в парке «Золотые ворота» в Сан-Франциско, названная в честь Нэнси Пелоси, которая многие годы представляла этот город в Конгрессе

С 1963 года Нэнси Пелоси замужем за бизнесменом Полом Пелоси. У них пятеро детей: Нэнси Корин, Кристин, Жаклин, Пол и Александра, а также девять внуков. Александра, журналист, освещала предвыборную кампанию республиканца Джорджа Буша в 2000 году и позднее выпустила документальный фильм «Поездки с Джорджем». Вторая дочь, Кристин Пелоси, в 2007 году опубликовала книгу «Учебный лагерь проводящих кампанию: базовая подготовка будущих лидеров».
Нэнси Пелоси живёт в районе Пасифик-Хайтс в городе Сан-Франциско.

### Финансовое положение
Пелоси — одна из богатейших конгрессменов, её состояние оценивается в 88 млн долларов США. Согласно Центру за ответственную политику, в Конгрессе она на 7-м месте по этому показателю. Хотя члены Конгресса не обязаны раскрывать точный размер их капитала, такие организации, как Центр за ответственную политику, рассчитывают возможный диапазон на основе обнародованной информации. На момент 2012 года средняя оценка капитала Пелоси составляла 87 997 030 долларов, однако возможный диапазон очень широк — от 1 до 174 млн долларов.

### Участие в итало-американском сообществе
Пелоси — член правления Национальной организации итало-американских женщин. Кроме того, в течение 13 лет она была членом правления Национального итало-американского фонда. В 2007 году Пелоси получила награду за особые достижения в общественных кампаниях. Она продолжает участие в делах фонда и сегодня.

## Награды
- Кавалер Большого креста Орден «За заслуги перед Итальянской Республикой» (2 июня 2007 года, (до этого офицер со 2 июня 2001 г.), Италия)[103]
- Большой крест Ордена Золотого сердца (23 июня 2008 года, Филиппины)[104]
- Орден Восходящего солнца 1-й степени (29 апреля 2015 года, Япония)[105]
- Орден Почёта (16 декабря 2021 года, Армения) — по случаю 30-летия установления дипломатических отношений между Республикой Армения и Соединёнными Штатами Америки, за значительный вклад в укрепление и развитие армяно-американских дружественных отношений и защиту общечеловеческих ценностей[106][107].
- Орден князя Ярослава Мудрого II степени (21 октября 2022 года, Украина) — за значительные личные заслуги в укреплении межгосударственного сотрудничества, поддержку государственного суверенитета и территориальной целостности Украины, весомый вклад в популяризацию Украинского государства в мире[108].
- Орден княгини Ольги III степени (30 апреля 2022 года, Украина) — за весомый личный вклад в укрепление украинско-американского межгосударственного сотрудничества, поддержку суверенной, независимой и демократической Украины[109].
- Орден Благожелательных облаков, Большая лента специального класса (3 августа 2022 года, Китайская Республика (Тайвань))[110].
- Президентская медаль Свободы (2024 год)[111].